# Madonna dei Palafrenieri
La Madonna dei palafrenieri, anche detta Madonna della Serpe, è un dipinto a olio su tela (292x211 cm) realizzato nel 1606 dal pittore italiano Caravaggio. È conservato nella Galleria Borghese di Roma.
Il quadro mostra Maria e il Bambino mentre schiacciano il serpente del peccato originale, alla presenza di sant'Anna.

## Storia
L'opera fu commissionata all'artista il 31 ottobre 1605 dalla potente Arciconfraternita dei parafrenieri pontifici, attraverso l'interessamento del cardinal Ascanio Colonna. Era destinata all'altare della loro cappella nella nuova Basilica di San Pietro in Vaticano, dove avrebbe dovuto sostituire un vecchio dipinto raffigurante la tradizionale sant'Anna Metterza (conservato nella Sagrestia Vecchia), non più compatibile con le dimensioni del rinnovato allestimento dell'altare.  
Al momento della realizzazione dell'opera, per la quale ricevette un compenso di 70 scudi, Caravaggio alloggiava a casa dell'amico giureconsulto Andrea Ruffetti. Considerando l'entità del compenso, relativamente basso se confrontato con quello delle altre opere, si potrebbe supporre che l'autore, al tempo in cui realizzò il dipinto, non godesse più di quel prestigio che aveva giustificato le precedenti remunerazioni. Tuttavia, si può anche ipotizzare che il pittore tenesse particolarmente a che una sua opera trovasse collocazione in un posto prestigioso come la nuova basilica di San Pietro, e che quindi avesse accettato un compenso più basso. Si può anche ritenere che, nel facilitare l’ottenimento della commissione, avesse giocato un ruolo importante il neo cardinale Scipione Borghese, estimatore di Caravaggio (che nel 1605 aveva dipinto un ritratto dello zio papa Paolo V) e futuro collezionista delle sue opere.
Il 1º dicembre 1605 il Decano della Confraternita paga al pittore il primo acconto della commissione; il 13 marzo 1606 viene fatto un pagamento per il falegname incaricato di realizzare la squadratura in legno per la collocazione del quadro nella cappella che corrispondeva pressappoco al vano ove è ospitato il mosaico ricavato dal San Michele di Guido Reni, nella zona absidale dalla parte destra del Transetto di Michelangelo.
Il dipinto fu consegnato l'8 aprile 1606, quando Caravaggio di suo pugno firma la ricevuta a circa cinque mesi dalla commissione, ma il quadro rimase sull'altare pochi giorni, addirittura forse meno di un mese. Il 16 aprile viene fatto un pagamento per i facchini che devono operare il trasferimento del dipinto da San Pietro alla chiesa di S. Anna dei Palafrenieri; il 19 maggio la Confraternita Vaticana salda la commissione con il pittore versando l'ultima tranche, mentre il 16 giugno i confratelli autorizzano, dal momento che non intendono tenersi il quadro, il cardinale Borghese all'acquisto a un prezzo favorevole del dipinto; il 20 luglio 1606, il cardinale paga la somma di 100 scudi al Decano dei Palafrenieri.

### Il rifiuto dell'opera
Sul rifiuto dell'opera da parte dei committenti si sono fatte varie ipotesi: secondo Hess, seguito dal Friedlander, nella nuova San Pietro non fu concessa ai Palafrenieri la cappella desiderata; questi furono quindi costretti ad accontentarsi di una cappella di ridotte dimensioni, dove il quadro del Caravaggio non riuscì a collocarsi. Fu quindi avanzata l'ipotesi di un trasferimento temporaneo del dipinto nella stessa Chiesa di Sant'Anna dei Palafrenieri, di proprietà della Confraternita. Lo Spezzaferro ritiene che l'ipotetico smantellamento dell'altare dove fu collocato il dipinto non fosse dovuto all'altare, ma al quadro che in quel luogo poteva essere esposto solo per pochi giorni e collega il rifiuto ad un altro coevo, quello della Morte della Madonna dipinto per la chiesa di Santa Maria della Scala. 
Di certo, il dipinto in sé presentava comunque aspetti poco digeribili dalla Confraternita dei dignitari pontifici: il Bambino completamente nudo e troppo cresciuto; una madonna-popolana che si china mostrando il petto e con un volto molto conosciuto a Roma, quello della modella e amica del pittore Maddalena Antognetti detta Lena; l'atteggiamento distaccato, dimesso di sant'Anna patrona dei Palafrenieri. Ma non vi è dubbio che il motivo più fondante che portò al netto rifiuto dell'opera vada ricercato nella mancata partecipazione nell'opera della redenzione di S. Anna, patrona dei Palafrenieri, vista in un atteggiamento estraneo, meditativo, che appare come una vecchia rugosa e infagottata. Salvatore Settis avvicina questa immagine della madre di Maria ad una statua di Demostene e la indica come iconografia della meditazione. Proprio quest’atteggiamento astratto, non partecipativo di S. Anna, che avrebbe dovuto portare alla Grazia, irritò i Confratelli e il Collegio cardinalizio, ed in particolare il cardinale di Como Tolomeo Gallio. 

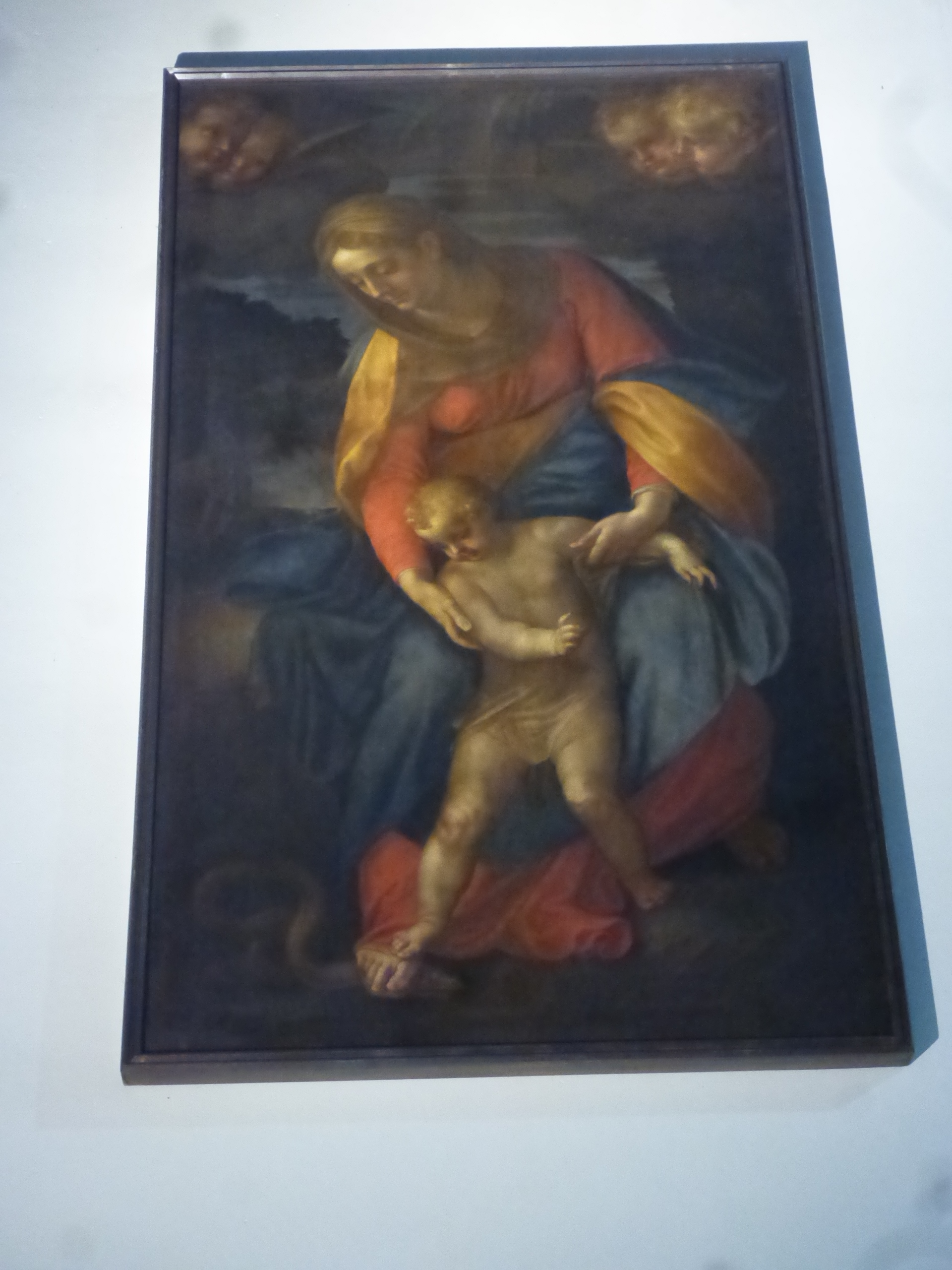
Milano, Madonna del serpe di Ambrogio Figino in San Nazaro

Va ancora detto che l'immagine poteva causare altri contrasti a seguito della disputa fra cattolici e protestanti su una diversa interpretazione dell'Antico Testamento relativamente al momento in cui Maria schiaccia col piede la testa del serpente. Secondo i cattolici doveva essere Maria a schiacciare il male impersonato dal serpente-demonio; secondo i protestanti si trattava invece di Gesù. Caravaggio, dunque, avrebbe dato un eccessivo coinvolgimento a Gesù Bambino nell'uccidere il serpente e quindi per giungere alla Redenzione sarebbe stato sufficiente rivolgersi alla benevolenza divina senza che la Chiesa di Roma avesse un ruolo determinante. Pio V, però, nel 1569 aveva emesso una bolla risolutiva precisando che il serpente è schiacciato dal Figlio con l'aiuto della Vergine madre. In questo, conclude Maurizio Calvesi, Caravaggio non aveva fatto altro che riprendere ciò che aveva già proposto Ambrogio Figino in una sua opera, la Madonna della serpe dell'Oratorio di S. Antonio Abate a Milano: e dunque, secondo lo studioso, Caravaggio si era inserito in quella che era stata l'interpretazione corrente dell'arte della Controriforma e del pensiero del Borromeo. Il richiamo al motivo dell'Immacolata Concezione per  questa interpretazione iconografica e la dipendenza del Caravaggio dal Figino per quest’opera era già stato proposto dal Longhi: il Caravaggio non aveva fatto che seguire un importante esempio assimilato durante la sua formazione lombarda ed era incappato in un rifiuto simile, se, come sembra, anche l'opera di Figino, inizialmente destinata alla chiesa di S. Fedele a Milano, venne rifiutata dai Gesuiti a causa dell'ambigua iconografia. 
Resta comunque da considerare che nel Discorso intorno alle immagini sacre e profane, Gabriele Paleotti aveva duramente condannato per la raffigurazione della Vergine Maria ogni immagine che potesse essere solo lontanamente lasciva che " fa stomaco a vederla". E il seno di Lena offerto alla vista degli spettatori non era certo un bel vedere per la rigida posizione dei padri riformatori e urtava sicuramente contro la posizione classicista di Bellori: " L'altro quadro di Santa Anna fù tolto ancora da uno de minori altari della Basilica Vaticana, ritratti in esso vilmente la Vergine con Giesù fanciullo ignudo, come si vede nella villa Borghese". 
Tutti questi motivi generavano forte imbarazzo e contrarietà nei Palafrenieri del papa che non potevano permettersi di tenere un'opera quantomeno dibattuta a vessillo del loro altare in San Pietro o nella loro Chiesa confraternale. Il loro ruolo di contiguità con il Pontefice e i loro continui contatti con il Collegio cardinalizio a causa del loro Ufficio di Corte, non rendevano praticabile una sopravvivenza dell'opera in Vaticano.

## Descrizione
La tela raffigura l'Immacolata Concezione secondo il passo del Genesi (III.15): Io porrò inimicizia fra te e la donna, tra la tua stirpe e la sua stirpe: questa ti schiaccerà la testa e tu le insidierai il calcagno. Tre personaggi sono presenti: la Madonna, Gesù bambino e sant'Anna. I primi due personaggi appaiono molto più dinamici rispetto a sant'Anna. La santa segue solo con lo sguardo l'azione e sembra una "enorme bronzea figura". C'è un ottimo gioco di volumi e un'armonia di solidi a contrasto (ad esempio, il petto della Madonna e le pieghe dei vestiti) che conferiscono un’estrema verosimiglianza al dipinto. Infine, la luce gioca un ruolo fondamentale nel dipinto: una proviene da sinistra ed ha il ruolo di formare le immagini ed il volume, l'altra proviene dall'alto e potrebbe simboleggiare, secondo il Brandi, il lume della Grazia divina. Per rappresentare il serpente, le cui spire ricordano il serpente di bronzo sulla colonna in Sant'Ambrogio a Milano, il pittore si è evidentemente ispirato a un cervone.

## Iconografia e Iconologia
La contesa intorno al tema iconografico dell'Immacolata Concezione nasceva dall'interpretazione da dare al passo del Genesi ( III. 15 ): Ipsa conteret caput tuum. I cattolici leggevano Ipsa, la Vergine, colei che dunque aveva il merito di schiacciare col piede il capo del serpente; i luterani, invece, leggevano Ipse e dunque per loro era il Figlio a sconfiggere il Maligno. Emile Male sostenne che la scelta di Caravaggio era eretica perché più vicina a ciò che pensavano i luterani: l'iconografia era motivo di contrasto fra cattolici e luterani e si rifaceva alla bolla di Pio V del 1569. La bolla di Paolo V però non sosteneva che fosse stato Gesù a schiacciare la serpe, bensì Maria per mezzo del suo frutto, vale a dire Gesù Cristo stesso. Il Ficino, che a sua volta aveva sviluppato un tema già figurato dal Lomazzo, nel 1571, l'anno dopo la Bolla del papa, aveva realizzato una Madonna della serpe fra San Paolo e San Michele già dipinta per S. Romano a Lodi, in cui Gesù aiuta la Vergine a schiacciare con il piede il serpente. L'opera era stata commissionata a Ficino dai Gesuiti forse per S. Fedele a Milano e sviluppava un'iconografia che trovava consensi in Italia e si pensi a due pale simili come quella del Barocci, proveniente da S. Francesco di Urbino, ora nella Galleria Nazionale delle Marche e di Ludovico Carracci, già in una chiesa dei Servi ad Urbino ed ora a Bologna; quindi non vi erano problemi nella raffigurazione iconografica. I Gesuiti, che sostenevano il ruolo salvifico del Figlio, non gradendo la prima versione della pala ne commissionarono una seconda: ma anche questa, dopo due anni dalla collocazione, venne rimossa evidentemente per l'intervento di qualche autorità esterna all'ordine, forse lo stesso cardinale Federico Borromeo. È evidente che, quindi, l'iconografia in ambito strettamente riformato non accontentava tutti e destava sospetti. Probabilmente la soluzione di Caravaggio, che riprendeva l'iconografia del Ficino, spiazzò i Palafrenieri che avevano commissionato non propriamente una Immacolata Concezione ma una versione più elaborata della tradizionale S. Anna Metterza. Il pittore invece preferì seguire l'iconografia del Ficino (nella cui casa probabilmente Caravaggio aveva  visto la prima versione del suo dipinto e in seguito la seconda versione in S. Fedele) che aveva portato all'esclusione del dipinto e quindi anche la sua concezione del ruolo salvifico di Cristo nella redenzione dal peccato originale, evidenziando il carattere più umano della Vergine. Va pure ricordato che l'umanissima Morte della Vergine di Santa Maria della Scala venne anch'essa, poco dopo, rifiutata. Come sostiene Pierguidi, richiamandosi a quanto detto da Ferdinando Bologna, Caravaggio non si era per nulla allineato alle direttive della Controriforma senza per questo seguire concezioni luterane, ma sostenendo una visione diversa proprio a proposito dell'umanità della Vergine e dell'Immacolata Concezione e della sua iconografia, il tema specifico della pala del Ficino alla quale aveva voluto richiamarsi.. Come abbiamo detto sopra S. Anna, secondo Salvatore Settis, è ripresa dalla statua di Demostene in meditazione, secondo Friedlaender anche la posa della Vergine e del Bambino derivano dalla statuaria antica, esattamente dalle figure scolpite in un sarcofago romano con Bacco e Arianna oggi a Baltimora Naturalmente il pittore, che poteva aver visto le opere d'arte antica nelle ricche collezioni romane di Villa Medici, riprese dal naturale le due immagini della Madonna e del Bambino, poteva aver dato loro pose statuarie, come era il caso della S. Anna, che però sembra molto più convincente nella ripresa del modello antico.